# Junior Hoilett
David Wayne 'Junior' Hoilett (Brampton, 5 juni 1990) is een Canadees voetballer die doorgaans als vleugelaanvaller speelt. Hij tekende in oktober 2016 bij Cardiff City, dat hem transfervrij inlijfde. Hoilett debuteerde in 2015 in het Canadees voetbalelftal.

## Clubcarrière
Hoilett werd in 2003 opgenomen in de jeugdopleiding van Blackburn Rovers terecht. Dat verhuurde hem in zijn eerste jaar als senior aan SC Paderborn 07, op dat moment actief in de tweede Bundesliga. Het seizoen erna werd hij verhuurd aan FC St. Pauli, dan ook spelend in de tweede Bundesliga. Hoilett sloot in het seizoen 2008-2009 vervolgens aan bij het eerste van Blackburn Rovers.
Nadat Blackburn Rovers in 2012 degradeerde naar de Championship, verkocht de club Hoilett aan Queens Park Rangers. Met die club degradeerde hij in 2013 naar de Championship, maar promoveerde hij een jaar later terug naar de Premier League. Op zondag 10 mei 2015 degradeerde hij met Queens Park Rangers uit de Premier League. Manchester City versloeg de hekkensluiter op die dag met 6-0, waardoor degradatie een feit was.

## Interlandcarrière
Hoilett mocht op basis van zijn afkomst zowel voor het nationaal elftal van Canada als dat van Jamaica kiezen. Hij verklaarde in maart 2012 dat hij graag voor Engeland zou willen spelen, maar daar stak de FIFA een stokje voor, aangezien hij de Britse nationaliteit niet bezit. Hoilett debuteerde op 13 oktober 2015 in het Canadees voetbalelftal, in een oefeninterland thuis tegen Ghana (1–1). Hij maakte deel uit van de Canadese ploeg op de Gold Cup 2017 en Gold Cup 2019.